# دبای ۳۰۸۵۲
سیارک ۳۰۸۵۲ (به انگلیسی: 30852 Debye، نامگذاری:1991TR6) سی هزار و هشتصد و پنجاه و دومین سیارک کشف شده‌است که در ۲ اکتبر ۱۹۹۱ کشف شد.